# Beroida
Beroida är en ordning av kammaneter. Enligt Catalogue of Life ingår Beroida i klassen Nuda, fylumet Ctenophora och riket djur, men enligt Dyntaxa är tillhörigheten istället fylumet kammaneter och riket djur.
Ordningen innehåller bara familjen Beroidae. Beroida är enda ordningen i klassen Nuda.